# Oto F. Babler
Oto František Babler (sloven. Otto František Babler; Zenica, 26. januar 1901 — Olomouc, 24. februar 1984) bio je bosanskohercegovački i čehoslovački književnik.

## Biografija
Babler je bio složenog  etničkog porijekla: majka mu je bila Čehinja a otac iz slovenačko-nemačke porodice.  Rođen je u Zenici (Bosna i Hercegovina, Austrougarska), ali od djetinjstva je živio u Olomoucu (Moravska, Čehoslovačka, danas: Češka).
Babler je osnovnu školu pohađao u Prijedoru a završio u Sarajevu, nakon čega je krenuo u sarajevsku realnu srpskohrvatsku gimnaziju. 1915. je sa majkom došao u Češku kao ratni izbeglica 1915. godine. Tu završava svoje srednjoškolsko obrazovanje u nemačkoj realnoj gimnaziji u Olomoucu, gde je maturirao 1919. godine.
1928. godine se oženio i trajno se nastanio u mestašcu Samotiški ispod Svetog Kopečeka, kraj Olomouca, kde su po njemu nazvali trg.
U Olomoucu je postao bibliotekar, prvo Privredne komore u Olomoucu (1935-1948), a kasnije univerzitetske biblioteke (1948-1956) i deset godina (1946-1956) je na tamošnjem obnovljenom univerzitetu bio i lektor za srpskohrvatski jezik. 
Preveo je poeziju sa engleskog, francuskog, italijanskog, njemačkog i ruskog jezika, kao i slovenačke pjesnike i pisce na češki i njemački jezik. Njegovi prevodi uglavnom su objavljivani u novinama i antologijama i zbornicima, a nekoliko prevoda je i samostalno objavio.

## Rad
Jedan je od najplodnijih čeških prevodilaca, sa više od 4000 prijevoda. Velika svestrana edukacija i čitanje uz pjesnički dar dali su obilježje svem njegovom prevodilačkom djelu.
Prevodio je sa njemačkog, ruskog, bugarskog, engleskog, francuskog, italijanskog, ali i sa latinskog, slovenačkog, srpskohrvatskog i starofranačkog. Sa češkog je prevodio na njemački i engleski.
Sa srpskohrvatskog je na češki preveo npr. Travničku hroniku i Srpske legende, a
od slovenačkih dela  narodne pjesame (npr. Slovenačka romansa balada, 1933) pa do prevoda recentnih djela slovenačkih autora (I. Cankar, O. Župančič, A. Gradnik itd.) i najnovijih pjesnika (C. Zlobec, S. Makarović i dr.).

## Literatura
- Enciklopedija Slovenije, knjiga 1; Ljubljana: Mladinska knjiga; 1987

- Hugo Rokjta: In memoriam O. F. Babler; str. 188
- Rudolf Mihalik: Über meinen Freund Otto F. Babler. str. 27